# Беканус, Йоханнес
Йоха́ннес Горопи́ус Бека́нус или Иоганн Горопий Бекан (лат. Johannes Goropius Becanus), имя при рождении Ян Ге́рартсен ван Горп (нидерл. Jan Gerartsen van Gorp), 23 июня 1519, Горп близ Хильваренбека — 28 июня или 28 августа 1572, Маастрихт) — нидерландский врач и гуманист, более всего известный своими лингвистическими работами.
Родом из семьи крестьян-землевладельцев. Получил гуманистическое образование в родном городе и Хертогенбосе, после чего поступил в Лувенский университет, в котором в 1539 году получил степень лиценциата. Далее обучался в лувенском Collegium Trilingue, из которого вынес глубокое владение латинским, греческим и древнееврейским языками и был оставлен преподавать философию. Обучался медицине под руководством Геммы Фризия, был удостоен докторских степеней по философии и медицине. Получив репутацию отличного медика, во время путешествия в Испанию служил королевам Элеоноре Австрийской и Марии Венгерской, но отказался занять пост лейб-медика Филиппа II. С 1558 года обосновался в Антверпене, где получил высокую репутацию, вошёл в кружок учёных гуманистов во главе с богословом Ариасом Монтанусом и издателем Христофором Плантеном. Из благодарности к правительству Антверпена в 1563 году предложил составить компендиум по городским древностям, который в 1569 году был издан Плантеном под названием Origines Antwerpianae. К тому времени из-за политической и религиозной обстановки в Нидерландах Беканус переехал в Льеж, где его клиентами были Фуггеры; скончался в Маастрихте, куда был приглашён испанским наместником. Плантен в 1580 году выпустил в свет его посмертное собрание сочинений.
В своих сочинениях Беканус рассматривал популярные в его время теории о праязыке, и попытался доказать, что языком Адама был не еврейский, а нидерландский язык. Свою аргументацию основывал на Библии (Быт. 10:3): якобы, сыны Гомера не присутствовали при построении Вавилонской башни и избежали смешения. Их язык — это язык кимвров или киммерийцев, потомки которых были легендарными основателями Антверпена. Эти концепции подверглись критике уже современниками — филологами Юстом Липсием и Жозефом Скалигером, далее подверглись язвительной характеристике Лейбница. В трудах лингвистов и историков рубежа XX—XXI веков наметилась тенденция рассматривать сочинения Бекануса в контексте науки своего времени. Его труд, хотя и осмеянный потомками, пробудил интерес к национальным новоевропейским языкам и заложил основу методологии сравнительно-исторического языкознания. В трудах Бекануса содержалась критика масоретского текста, который в те времена считался наиболее близким библейскому протографу, первые исследования готского языка и первое печатное воспроизведение «Серебряного кодекса», которым пользовались Меркатор и Вулканиус.

## Биография

### Становление
Ян ван Горп родился 23 июня 1519 года в четверг, на день Иоанна Крестителя, в честь которого и был назван. Его семейство — богатых крестьян, сдававших в аренду земли, — упоминается в документах с середины XIII века. Отец — Герит Хенрик ван Горп — владел несколькими фермами в Горпе (ныне в черте города Хильваренбек), Гойрле и Бавеле, откуда была родом его жена Мехельт, урождённая Кореманс. Ян впоследствии утверждал, что его отец очень любил литературу, а мать была «красива и проницательна». Герит скончался до 1532 года, но точная дата его ухода из жизни неизвестна. Его брат Ян Хенрик был городским головой Хильваренбека и опекуном Яна и его младшего брата Клауса. Двое дядей по отцу — Клаас и Адриан — получили образование в Лувенском университете, Клаас в 1503 году принял монашество. О школьных годах Яна ван Горпа существуют некоторые отрывочные сведения: он посещал приходскую школу Яспера Айнелдонкса в Беке, а завершил среднее образование в школе Братства общей жизни в Хертогенбосе и более уже никогда не жил в Северном Брабанте.
31 августа 1536 года семнадцатилетний Ян ван Горп был зачислен в Лувенский университет, продолжив семейную традицию. В университете он, согласно обычаю, латинизировал своё имя и с тех чаще всего именовался «Беканус» или «Горопиус»; даже в обиходных документах на голландском языке он использовал латинскую фамилию, так же в будущем именовались и его дети. В те времена все студенты должны были сначала окончить артистический факультет, разделённый в Лувене на четыре коллегии. 27 марта 1539 года Беканус удостоился звания лиценциата, заняв на испытаниях третье место. Далее он решил посвятить себя религии и вступил в Collegium Trilingue, который давал основательные познания в языках Священного Писания: помимо латыни, ещё греческом и древнееврейском. Аналогичные учебные заведения тогда имелись лишь в испанском Алькала и Виттенберге у последователей Лютера. Наставниками Горопиуса были уроженец Болоньи Ромул Амасий и эллинист Рутгер Рессен. Известно, что около 1544—1545 годов Беканус преподавал философию в своём коллегиуме. Однако далее он отказался от идеи сделаться богословом, и приступил к изучению математики и медицины под руководством Геммы Фризия.

### Путешествия
После окончания медицинского образования Горопиус Беканус предпринял длительное академическое странствие, которое считалось обязательным в среде гуманистов. Несколько лет его жизни не документированы (не сохранилась ни переписка, ни album amicorum), а из автобиографических пассажей в собственных сочинениях невозможно восстановить последовательность путешествий. Он посетил почти все крупнейшие научные и культурные центры Западной, Южной и Центральной Европы: во Франции (Париж, Орлеан, Пуатье, Лион, Бордо и Анже), Италии (Павия, Болонья, Падуя, Мантуя, Флоренция, Монте-Кассино, Рим, Неаполь), Испании (Вальядолид, Саламанка, Харандилья-де-ла-Вера), Германии (Мюнхен, Аугсбург, Ульм, Кёльн и Данциг — самая восточная точка его путешествий). В Англии молодой учёный, по-видимому, удостоился аудиенции у Генриха VIII и планировалось включить его в посольство сэра Генри Найветта, но назначение не состоялось. Во время путешествия в Англию Горопий сопровождал своего коллегу Адриана Юниуса. Поскольку сэр Найветт скончался в 1542 году, эти события происходили, когда Беканус ещё обучался в университете. Вероятно, он ещё несколько раз посещал Англию, по крайней мере, до 1550 года. Во время путешествия в Испанию голландец четыре месяца проработал врачом в монастыре Санта-Мария-де-Гуадалупе; в 1548 году он практиковал в Тренто, где проходил знаменитый собор католической церкви. Он сопровождал некоего прелата и оттуда отправился в Болонью. Его репутация медика сложилась очень быстро: во время пребывания в Испании Беканус был допущен к врачеванию сестёр императора Карла — Элеоноры Австрийской и Марии Венгерской — и даже удостоился королевской пенсии в 146 дукатов, заменённой в 1553 году бенефицием собора в Лаоне, утраченным после женитьбы Горопиуса. Судя по посвящению Филиппу II, наследник престола также желал видеть голландца своим лейб-медиком, но тот заявил, что намеревается заниматься изучением языков.
Во время путешествий Беканус должен был обзавестись обширным кругом знакомых-интеллектуалов и войти в международную корреспондентскую сеть, о которой приходится судить лишь по отрывочным упоминаниям. Известно, что он хорошо знал Джованни Франческо Коммендони, с которым свёл знакомство в Риме. Ещё одним знакомым и неоднократным спутником по путешествиям был некто «Дидакус Айалий», то есть Диего Айала, вероятно, это был каноник из Толедо, или его родственник-скульптор с тем же именем, который в своих странствиях достигал Данцига. В своих сочинениях Горопиус упоминал также патрицианское семейство Циммерманов, и некоторые другие влиятельные фамилии. В Англии он, возможно, встречался с Джоном Ди.

### Антверпенские годы
Точная дата и причины того, почему Горопиус Беканус обосновался именно в Антверпене, неизвестны; как и ранее, невозможно восстановить его целостной биографии. Врач упоминается в муниципальных реестрах под 28 июня 1555 года как постоянный житель города, но для этого следовало выдержать ценз оседлости; следовательно, Иоанн Горопиус должен был прибыть в город раньше. Сам он упоминал, что наблюдал солнечное затмение 29 июня 1554 года с городской стены; в том же году его упоминают как члена гильдии хирургов, который пользовал типографа Плантена. Позднейшая легенда приписывала их знакомство следующему инциденту: знаменитого в городе переплётчика и мастера по тиснению Плантена ранили на улице поздней ночью, когда он доставлял заказ испанскому посланнику. Среди прочих медиков, его врачевал именно Беканус, и с тех пор типографа и врача связывала постоянная дружба. Из-за того, что Плантен больше не мог заниматься тонкой работой руками, он перешёл к издательскому делу.
Членство в гильдии, вероятно, рассматривалось Горопиусом как начало серьёзной карьеры, вершиной которой могло стать получение титула городского медика, который предполагал существенные привилегии, в том числе освобождение от налогов, дополнительные выплаты от магистрата за посещения прокажённых. 15 февраля 1563 года датирована петиция Горопиуса городскому магистрату с предложением установить инспектирование аптекарей и разбить казённый аптекарский сад для централизованного снабжения сырьём, участок для которого располагался рядом с домом врача. Третьим пунктом петиции шло написание истории города, которая была опубликована Плантеном спустя шесть лет, это были «Origines Antwerpianae». Судьба идеи с аптеками неясна, однако известно, что Горопиус устроил аптекарский огород площадью в половину акра. Участок для него располагался у врат Св. Георгия, был оценён в 1600 гульденов и сдавался в аренду фармацевту Яну Кёнену за 10 гульденов в год. Была выбита памятная медаль с его портретом, созданным Стевеном ван Хервиком. Сохранился только один экземпляр этой медали, на реверсе которой помещено изображение Гарпократа, воспроизведённое и в сочинениях Горопиуса.
В 1562 году Йоханнес Горопиус Беканус сделал предложение Екатерине де Корд — родственнице магната Фернандо де Бернюи (1518—1573), который владел тридцатью домами в Антверпене и 360 гектарами земель в его окрестностях. Фернандо был крещёным испанским евреем и находился в родстве с Карелом и Корнелисом ван Бомбергенами, потомками знаменитого еврейского типографа и видными кальвинистами. Екатерина была молодой вдовой, её первый муж — богатый купец Иероним Хельман — скончался во время эпидемии чумы; Горопиус стал опекуном их сына Фердинандо. Медик получил приданого на 19 420 золотых гульденов, в том числе два дома, один из которых сдавался внаём. Этот дом при стоимости 4400 гульденов приносил 27 фландрских фунтов арендной платы в год, то есть 162 флорина. В браке появились две дочери: Катарина и Изабелла, 1563 и 1565 годов рождения.
17 декабря 1567 года было получено цензурное разрешение на печатание «Древностей Антверпена». В этой книге Горопиус доказывал происхождение всех мировых языков от голландского и прослеживал генеалогию всех германских племён вплоть до Ноя. Типография Плантена в то время переживала расцвет, готовилось издание Антверпенской Полиглотты, для которой был собран большой редакторский коллектив. Вероятно, из-за того, что все производственные мощности фирмы были брошены на Библию, книга Горопиуса вышла в свет только в 1569 году. Впрочем, судя по переписке самого Плантена, типографский набор начался ещё 29 января 1568 года, но издатель сообщал, что теории Горопиуса весьма необычны. К декабрю 1568 года корректурный оттиск был отправлен кардиналу Гранвелле. Много времени ушло на разрешение посвятить труд испанскому королю, в результате текст посвящения занял 16 страниц. После выхода в свет книга продавалась плохо: до конца жизни автора разошлось не более 80 экземпляров, а Плантен писал, что за три года после смерти Бекануса продал больше экземпляров, чем за восемь предыдущих лет.
Йоханнес Беканус был врачом, который обслуживал представителей высшей антверпенской элиты, в первую очередь, связанных с домом Плантена. Со временем он сделался медиком семейства Фуггеров. Когда во время визита в Антверпен недомогание испытал дипломат де Бусбек, к нему пригласили именно Горопиуса (и он получил собеседника-эрудита), как впоследствии и к герцогу Альба. После Иконоборческого восстания политическая обстановка в Нидерландах резко обострилась. Беканус, который был родственником видных кальвинистов, многие из которых были осуждены «Кровавым советом», в своих сочинениях стремился показать себя «добрым католиком». Вероятно, не желая рисковать жизнью и имуществом, в 1570 году семейство Горопиуса перебралось в Льеж.

### Последние годы жизни. Наследие
О мотивах отъезда Бекануса в Льеж Плантен писал правоведу Йоахиму Хопперу, доказывая, что это не было завуалированным изгнанием. Приглашением в Льеж врач-философ был обязан викарию Левину Торрентинусу, с которым они могли быть знакомы ещё по Лувену, где Торрентинус учился в 1540—1545 годах, или по кружку гуманистов в доме Плантена. Горопиус был представлен князю-епископу Герарду ван Грусбеку. Ещё одним льежским покровителем стал Шарль де Ланге, настоятель церкви Св. Ламберта, известный текстолог и ботаник. Существует предположение, что Беканус периодически бывал в Льеже, по крайней мере с 1568 года. Именно из Льежа он отправил Плантену рукопись предисловия «Древностей Антверпена», в этот же город издатель посылал новые книги. 14 марта 1569 года Беканус познакомился с Янусом Даусой и оставил запись в его альбоме. В том же 1569 году благодаря хлопотам Ариаса Монтано Горопиус удостоился почётного звания королевского лейб-медика. Однако он постоянно откладывал свой отъезд в Испанию, ссылаясь на открывшуюся у него подагру. Наконец, 20 февраля 1572 года медик согласился с условиями и испрашивал об устроении его при дворе.
В своих трудах Йоханнес Беканус много раз сетовал на нездоровье и призывал высшие силы не допустить его безвременной кончины, чтобы успеть завершить литературные труды. Об обстоятельствах его смерти написал наместник Нидерландов герцог де ла Серда и Сильва. Летом 1572 года, когда он находился в Маастрихте, герцогу понадобилась медицинская помощь, для которой пригласили Горопиуса. Однако врач сильно простудился при пересечении Мааса, далее усилились и приступы подагры. 6 августа он велел позвать нотариуса, к одру болезни поспешили друзья, в их числе Торрентинус. Судя по гильдейским записям, сохранившимся в Антверпене, 53-летний Беканус скончался 28 августа; но на надгробии указан июнь (римскими цифрами), возможно, из-за недостатка места на памятнике. Поскольку шла война, по завещанию дочерей отдали на воспитание в льежское аббатство Валь-Дьё, опекуном их был назначен купец Гаспар ван Сурк, а викарий Торрентинус был назначен душеприказчиком, ответственным за публикацию оставшихся рукописей. Их имена перечислялись в эпитафии на надгробном памятнике в хорах маастрихтской Церкви миноритов — месте погребения учёного. После наступления совершеннолетия дочери Бекануса вышли замуж за младшего брата и кузена Г. ван Сурка.
Торрентинус деятельно взялся за издание оставшихся после смерти Бекануса сочинений. Новая книга была анонсирована уже в начале 1574 года. Весной Плантен приступил к изданию шести книг в составе одного тома, который был отпечатан к 28 сентября того же года. Цензурного разрешения пришлось ожидать до 29 ноября. Однако из-за последующих событий и ситуации на книжном рынке Плантен выпустил тираж в продажу лишь в 1580 году. Отчасти задержке способствовала наследственная тяжба: издатель был должен Горопиусу 420 фландрских фунтов. Согласно соглашению с наследниками от 1 сентября 1579 года, они соглашались уступить 50 фунтов в счёт оплаты типографских издержек и дополнительно получали 50 отпечатанных экземпляров книги. «Сочинения» были выставлены на рынок по розничной цене 4 гульдена 10 стюверов, в первый год было продано всего три экземпляра. Даже в 1642 году на складе издательства Плантена находились два непроданных экземпляра «Сочинений» Горопиуса.

## Интеллектуальная деятельность
В русле теорий XVI века предположил, что брабантские диалекты были боговдохновенным изначальным языком, на котором говорили в Раю. Логика его рассуждений была такова: древнейший язык на Земле должен быть наиболее простым, и содержать короткие слова, поскольку в нём существует мотивированная связь между словами и предметами. Частотный анализ показал ему, что число коротких слов в брабантском языке выше, чем в латинском, греческом и иврите, которые также предлагались учёными того времени на роль первоязыка. С этих позиций Бекканус производил этимологии многих библейских реалий и латинской и греческой терминологии, а также древнеегипетских иероглифов. Эдемский сад, соответственно, он помещал в Брабанте. В 1569 году опубликовал свой главный труд — Origines Antwerpianae («Антверпенские древности»), в котором содержались разнообразные курьёзные сведения, описания городских достопримечательностей, и одновременно сведения по истории готского языка, в том числе описание «Серебряного кодекса» (он же впервые предложил это название).
Его исторические взгляды таковы: предками антверпенцев были кимвры, происходящие по прямой линии от сыновей Иафета, соответственно, их не было у Вавилонской башни и они избежали смешения языков, сохранив язык Адама, что и можно доказать через этимологию.
В 1580 году Плантен напечатал посмертное собрание его сочинений (6 книг в одном томе), вызвавшее одновременно насмешки и восхищение современников. Беканус является основоположником сравнительно-исторического языкознания и изучения готского языка, считается предтечей У. Джонса. Однако его ошибки и заблуждения привели к тому, что Лейбниц использовал термин goropiseren для обозначения абсурдной этимологии слов. Весьма скептически отнёсся к его трудам и Скалигер.

## Сочинения
- Ioan. Goropii Becani Origines Antwerpianae, sive Cimmeriorum Becceselana novem libros complexa. Atuatica, 1. Gigantomachia, 2. Niloscopium, 3. Cronia, 4. Indoscythica, 5. Saxsonica, 6. Gotodanica, 7. Amazonica, 8. Venetica, & 9. Hyperborea :  [лат.]. — Antwerpiae : ex officina Christophori Plantini, 1569. — 1058 p.
- Opera Ioan. Goropii Becani, hactenus in lucem non edita nempe, Hermathena, Hieroglyphica, Vertumnus, Gallica, Francica, Hispanica :  [лат.]. — Antwerpiæ : Excudebat Christophorus Plantinus, architypographus Regius, 1580. — 13, 237, 270, 114, 159, 107, 118 p.